# Jan Říha (pomolog)
Jan Říha (7. července 1853 Chlumec nad Cidlinou – 12. července 1922 Chlumec nad Cidlinou) byl český pomolog a šlechtitel, autor pětisvazkového ilustrovaného atlasu odrůd „České ovoce“.

## Život a působení
Jan Říha se vyučil truhlářem a později zahradníkem a vlastní pílí se vypracoval na předního znalce ovocných odrůd v Evropě. V roce 1892 se stal okresním zahradníkem v Chlumci, kde roku 1919 z pověření Ministerstva zemědělství založil státní ovocnářskou školku. Shromáždil zde asi 2000 odrůd ovocných stromů a keřů, základ státního ovocnářského arboreta, které po Říhově smrti založili jeho žáci roku 1925 v Újezdu u Průhonic. Vyvrcholením Říhovy celoživotní práce bylo pět svazků obrazového atlasu „České ovoce“, který poprvé vyšel v letech 1915–1919 a pak ještě dvakrát v letech 1919 a 1937–1940.

## Pamětní deska
Československá jednota ovocnářská odhalila Janu Říhovi pamětní desku, která se nachází na rodinném domě v Chlumci nad Cidlinou. Rodinný dům se nachází na místě, kde stával rodný domek Jana Říhy.

## Dílo
- J. Říha, České ovoce I. Hrušky. Praha 1915. Dostupné online
- J. Říha, České ovoce II. Švestky, slívy, třešně a višně. Praha 1915. Dostupné online
- J. Říha, České ovoce III. Jablka. Praha 1919. Dostupné online.
- J. Říha, České ovoce IV. Meruňky, broskve, drobné ovoce. Praha 1917. Dostupné online.
- J. Říha, České ovoce V. Vinná réva. Praha 1918. Dostupné online.